# Dorota brandenburska
Dorota brandenburska duń. Dorothea af Brandenburg (ur. 1430, zm. 10 listopada 1495 w Kalundborgu) – królowa Danii, Norwegii i Szwecji.

## Życie
Dorota była córką Jana Alchemika (1406-1464), margrabiego Brandenburgii-Kulmbach, i  Barbary von Sachsen-Wittenberg (1405–1465). We wrześniu 1445 w Kopenhadze poślubiła króla Danii, Norwegii i Szwecji, Krzysztofa Bawarskiego, po czym w katedrze kopenhaskiej została ukoronowana na królową Danii. Po śmierci króla, która nastąpiła zaledwie w 3 lata po ślubie, królowa w 1449 w Kopenhadze poślubiła kolejnego króla Danii, Chrystiana I. Małżeństwo to zostało zawarte z powodów ekonomicznych (Duńczycy obawiali się, że będą musieli królowej zapłacić wysokie odszkodowanie za majątek pozostawiony w Danii w przypadku małżeństwa z polskim królem Kazimierzem Jagiellończykiem, które było jej proponowane). W przeciwieństwie do swojego drugiego męża cechowała ją silna wola i liczne talenty, w szczególności ekonomiczne, ale również polityczne: królowej często podczas nieobecności króla powierzano regencję. Dwukrotnie udawała się na pielgrzymki do Rzymu: w 1475 i ponownie w 1488. Podczas jej wizyty w Watykanie w 1488 mistrz ceremonii papieskich zauważył, że królowa mimo iż nie zachowywała się kurtuazyjnie i uniżenie wobec papieża, to i tak osiągnęła wszystko po co przyjechała (poparcie papieża przeciw Szwedom w sprawie odszkodowania za utracone majątki królowej po detronizacji jej męża w Szwecji). Była bardzo oszczędna, prawie skąpa: jej dwie wyprawy do Rzymu kosztowały tak mało, że było to żenujące dla osoby jej stanu. Była osobą bardzo pobożną. Przed samą śmiercią swojego drugiego męża zorganizowała spłatę olbrzymiego zadłużenia królewskiego. Po śmierci Chrystiana I osiadła w Kalundborgu. Została pochowana wraz ze swoimi obydwoma małżonkami w katedrze w Roskilde.

## Potomstwo
Królowa miała potomstwo jedynie ze związku ze swoim drugim mężem, Chrystianem I:
- Olaf (ur. 1450, zmarł w dzieciństwie),
- Kanut (1451–1455),
- Jan (1455–1513), późniejszy król Danii, Norwegii i Szwecji,
- Małgorzata (1456–1487), poślubiła króla Szkocji Jakuba III,
- Fryderyk (1471–1533), późniejszy król Danii i Norwegii.